# Cataratas do Nilo Azul

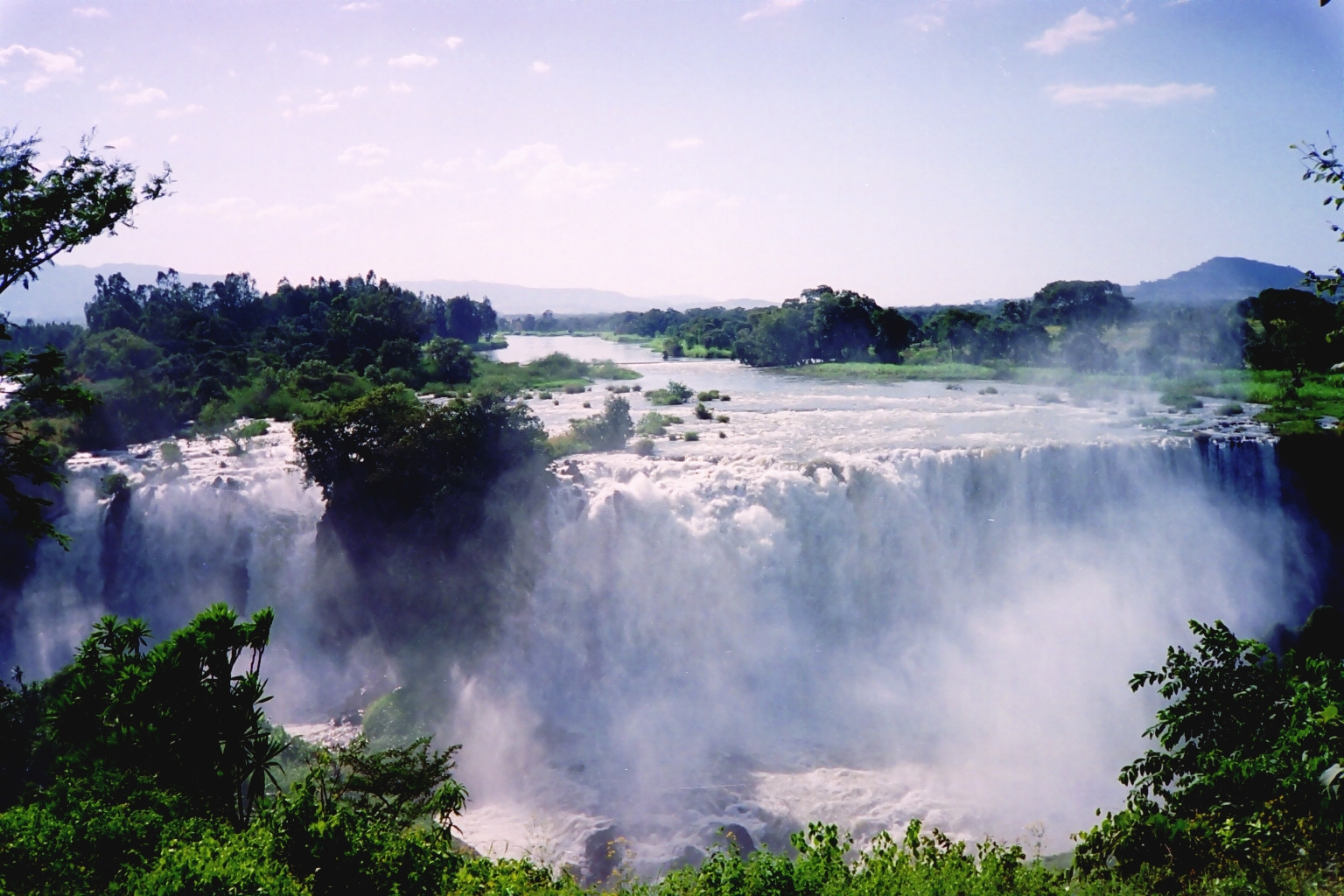
Cataratas do Nilo Azul.

As cataratas do Nilo Azul localizam-se na Etiópia. Têm 42 metros de altura e são compostas por quatro riachos que originalmente variavam de um filete na estação seca a mais de 400 metros de largura na estação chuvosa. A regulação do lago Tana reduziu um pouco a variação e, desde 2003, uma usina hidrelétrica retirou grande parte do fluxo das cataratas, exceto durante a estação chuvosa. As cataratas isolam o ecossistema do Tana do ecossistema do resto do Nilo, e esse isolamento desempenhou papel importante na evolução da fauna endêmica do lago. A curta distância a jusante fica a primeira ponte de pedra da Etiópia, construída sob comando do imperador Sisínio I em 1626. Segundo Manuel de Almeida, o cal usado para fazê-la foi encontrado nas proximidades ao longo do afluente Alata, e um artesão que veio da Índia com o patriarca Afonso Mendes supervisionou a construção.